# Budki Kotłowskie
Budki Kotłowskie (prononciation : [ˈbutki kɔˈtwɔfskʲɛ]) est un village polonais de la gmina de Żelechów dans le powiat de Garwolin de la voïvodie de Mazovie dans le centre-est de la Pologne.
Il se situe à environ 2 kilomètres à l'est de Żelechów (siège de la gmina), 24 kilomètres au sud-est de Garwolin (siège du powiat) et à 79 kilomètres au sud-est de Varsovie (capitale de la Pologne).

## Histoire
De 1975 à 1998, le village appartenait administrativement à la voïvodie de Siedlce.